# Формиат аммония
Формиат аммония — аммонийная соль муравьиной кислоты,
бесцветные, гигроскопичные кристаллы. Имеет слабый запах аммиака. 

## Получение
Образуется при пропускании аммиака через муравьиную кислоту или смешивании их растворов:
{\displaystyle {\ce {NH3 + HCOOH -> HCOONH4}}}

## Химические свойства
При нагревании формиата аммония отщепляется вода и образуется формамид, в чём и есть его основное применение в промышленности.  При дальнейшем нагревании образуется цианистый водород (HCN) и вода. Побочной реакцией является разложение формамида на окись углерода (CO) и аммиак. 
{\displaystyle {\ce {HCOONH4 ->[t] HCONH2 + H2O}}}
{\displaystyle {\ce {HCOONH4 ->[t] HCN + 2H2O}}}
{\displaystyle {\ce {HCONH2 ->[t] NH3 + CO}}}
Из формиата аммония можно получить иные соли аммония или формиаты действием сильных кислот или оснований соответственно:
{\displaystyle {\ce {HCOONH4 + HCl -> NH4Cl + HCOOH}}}
{\displaystyle {\ce {HCOONH4 + KOH -> HCOOK + NH3 ^ + H2O}}}
В воде подвергается гидролизу по аниону и катиону:
{\displaystyle {\ce {HCOONH4 + H2O <=> HCOOH + NH3*H2O}}}

## Использование
Формиат аммония используется для восстановительного аминирования альдегидов и кетонов (реакция Лейкарта).
Наряду с ацетатом аммония используется в качестве вещества, способствующего ионизации молекул в электроспрее.
Также формиат аммония может использоваться в качестве элюента для разделения бария и радия по методике Сугимуры и Цуботы.

## Опасность
Относится к малоопасным веществам (IV класс опасности).